# Z Cephei
Z Cephei är en förmörkelsevariabel av Mira Ceti-typ  i stjärnbilden Cepheus. 
Stjärnan varierar mellan magnitud +10,1 och 15,7 med en period av 279,16 dygn.